# Carl Rosensvärd
Carl Adolf Felix Rosensvärd, till 1898 Pettersén, född den 5 september 1854 i Karlskrona, död den 13 april 1922 i Motala, var en svensk sjömilitär. Han var son till Alexis Rosensvärd.
Rosensvärd blev underlöjtnant vid flottan 1874, löjtnant 1876, kapten 1886, kommendörkapten av andra graden 1896 och av första graden 1898. Han var chef för skeppsgossekåren 1896–1899, chef för exercis- och underbefälsskolorna vid flottans station i Stockholm 1899–1901, chef för underofficers- och sjömanskårerna där 1902–1904 samt avdelningschef i marinförvaltningen (nautiska avdelningen) 1907–1912. Efter sin pensionering blev Rosensvärd slussinspektör vid Göta kanal. Han invaldes som ledamot av Örlogsmannasällskapet 1893. Rosensvärd blev riddare av Svärdsorden 1894. Han vilar på Älgå kyrkogård i Värmland.